# Abația Saint Jean des Vignes
Abația Saint Jean des Vignes este un monument istoric din Soissons. Mănăstirea a fost înființată de Hugo cel Mare. Primul lăcaș de cult a fost ridicat în stil romanic, în secolul al XI-lea. Ulterior edificiul a fost extins în stil gotic. În timpul Revoluției Franceze mănăstirea a fost desființată. Imobilele au fost folosite drept cazarmă și ulterior drept carieră de piatră. 
Ansamblul arhitectonic este clasificat drept monument istoric din anul 1875.